# 李令問
李令問（?—?），雍州三原县（今陕西省咸阳市三原县东北）人，出自陇西李氏丹杨房，为唐代名将李靖之弟李客师的孙子。
李令问在唐玄宗为临淄王时与他亲近。李隆基即位，以协赞功，迁殿中少监。开元元年（713年），李令问参预诛杀窦怀贞，封宋国公，实封五百户。进散骑常侍，知尚食事，恩待优渥。常常“游畋自娱”，“厚奉养，侈饮食”，事饌尤酷，“罌鵝、籠驢皆有之”。當時朝廷重臣仍沿襲著嗤鄙肉食之人的風氣，有人勸他稍“蔬食示人，毋為忌者笑”，他回答：“此畜豢，天所以养人，与蔬果何异，安用妄分别邪？”
李令问在洛阳时与李白交往密切。李令问尝对李白说:“兄心肝五藏皆锦绣耶！”一說李白的名篇《春夜宴诸从弟桃李园序》即是描寫李令问在洛陽所築的桃花園，从弟即指李幼成、李令问。
开元十五年（727年）回紇部瀚海大都督承宗被流放瀼州。承宗的族子護輸趁機糾合黨人，斬殺王君㚟。唐廷窮究責任，發現承宗有女與李令問之子聯姻，贬为抚州别驾，后来去世。

## 延伸阅读
[在维基数据编辑]
 《新唐書·卷093》，出自《新唐書》